# 35 км залізничного шляху
35 км залізничного шляху (рос. 35 км железнодорожного пути) — роз’їзд в Сенгилєєвському районі Ульяновської області Російської Федерації.
Населення становить 2 особи. Входить до складу муніципального утворення Красногуляєвське міське поселення.

## Історія
Населений пункт розташований на території українського культурного та етнічного краю Жовтий Клин.
Від 2004 року входить до складу муніципального утворення Красногуляєвське міське поселення.

## Населення
| 2010 |
| ---- |
| 2    |